# Робін Квайсон
Робін Квайсон (швед. Robin Quaison, нар. 9 жовтня 1993, Стокгольм) — шведський футболіст, півзахисник нападник грецького клубу «Аріс» (Салоніки) та національної збірної Швеції.

## Клубна кар'єра
Народився 9 жовтня 1993 року в Стокгольмі в родині ганця і шведки. Починав займатися у футбольній школі стокгольмської команди «Ерва», однак 2000 року перейшов до іншого столичного клубу — АІКа, в молодіжній академії якого провів більше десяти років.

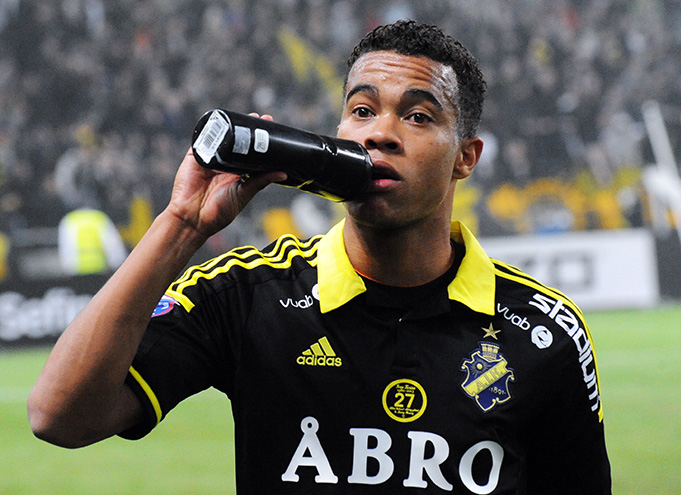
Робін Квайсон під час виступів за АІК. 11 травня 2014 року.

У 2011 році в рамках співпраці між клубами 17-річний півзахисник перейшов в «Весбю Юнайтед» з третього за рівнем дивізіону країни, де одразу зайняв місце в стартовому складі і став одним з провідних гравців команди. Провівши в цілому 17 ігор, він зумів відзначитися 8 разів. Восени, поряд з іграми за «Весбю», Робін став залучатися до ігор АІКа, іноді потрапляючи в заявку на матчі чемпіонату Швеції. 
Добре провівши передсезонні збори з основною командою, Квайсон удостоївся похвали головного тренера Андреаса Альма і на початку 2012 року до основного складу АІКа. В першому офіційному матчі сезону АІК зустрічався у матчі за Суперкубок країни з «Гельсінгборгом». В цій грі і відбувся дебют Робіна за столичний клуб на вищому шведському рівні. За 10 хвилин до кінця зустрічі він вийшов на заміну замість Роберта Омана-Перссона. В 11 турі чемпіонату він забив свій перший гол за АІК, взявши участь у розгромі «Норрчепінга». Загалом відіграв за команду з Стокгольма два з половиною сезони своєї ігрової кар'єри, взявши участь у 51 матчі чемпіонату.
У липні 2014 року перейшов у італійське «Палермо», підписавши з клубом трирічний контракт, але основним гравцем став лише з другого сезону. Всього встиг відіграти за клуб зі столиці Сицилії 66 матчів в національному чемпіонаті.
31 січня 2017 підписав контракт з клубом «Майнц 05» на 4,5 роки.
У липні 2021 приєднався до складу саудівського «Аль-Іттіфака».

## Виступи за збірні
Вперше в склад юнацької збірної Швеції був запрошений в січні 2012 року. Головний тренер збірної Томас Турессон викликав Робіна, як і його одноклубника Саля Юбарте, на юнацький турнір в іспанській Ла-Манзі, де шведам належало зустрітися з однолітками з Португалії, Норвегії і Угорщини. Квайсон взяв участь у двох зустрічах, які обидві завершилися поразкою його команди. 

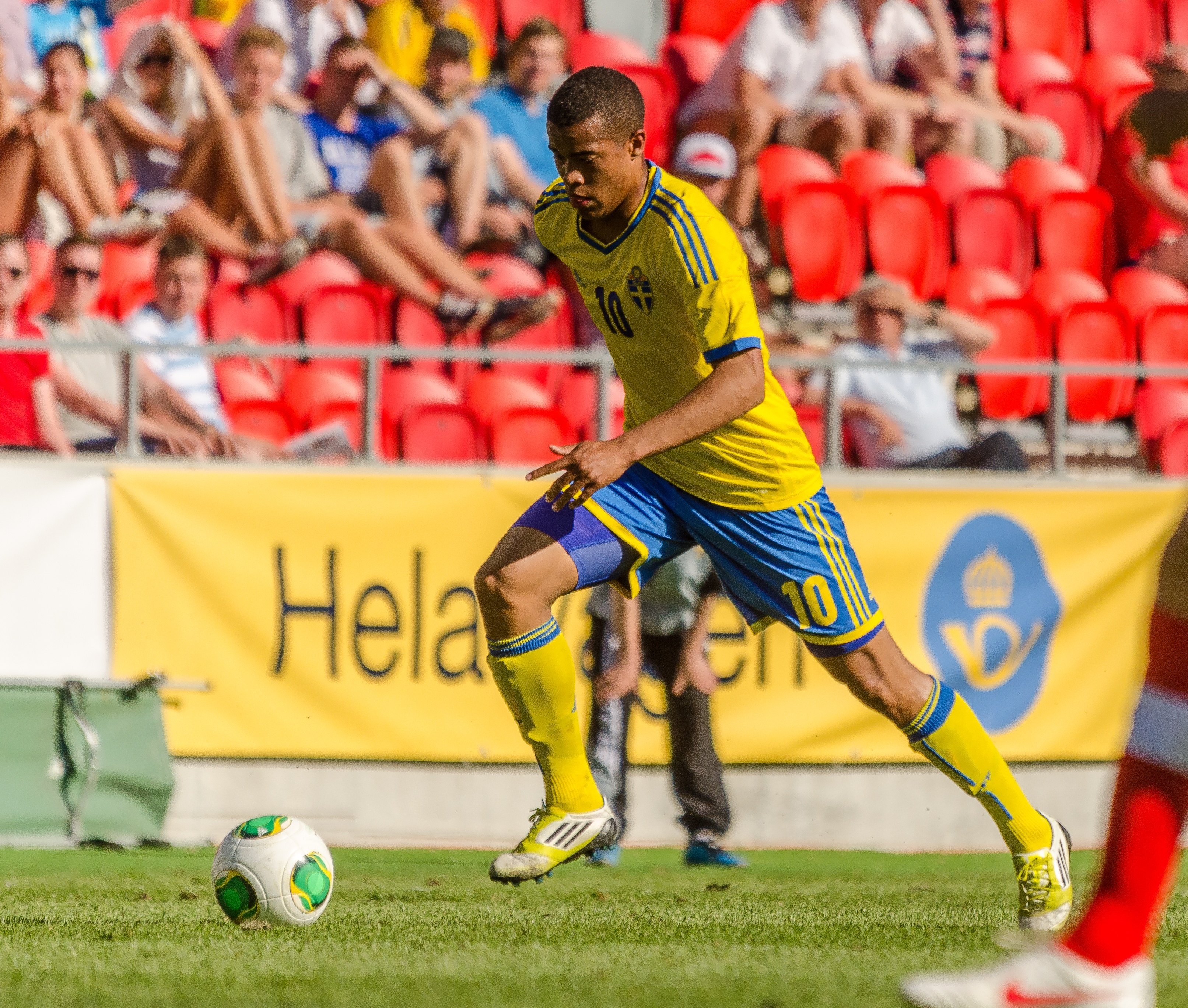
Робін Квайсон у складі молодіжної збірної Швеції. 6 червня 2013 року.

В кінці серпня 2012 року тренерський штаб молодіжної збірної, на чолі з Гоканом Еріксоном і Томмі Седербергом, запросив Квайсона для підготовки до вирішальних відбіркових ігор чемпіонату Європи 2013 року з Словенією і Україною. У матчі в Мариборі Робін вийшов на поле на 77-й хвилині, замінивши Астріта Айдаревіча при рахунку 1:2 на користь словенців. Той матч скандинави програли, проте у матчі з Україною здобули перемогу, зайняли перше місце у відбірковій групі, яке вивело їх в стикові матчі за право поїхати на фінальний турнір у Ізраїль на однолітків з Італії. Обидві зустрічі Робін пропустив, а шведи програли двічі і на чемпіонат Європи не потрапили. Проте вже на наступний турнір, що пройшов 2015 року у Чехії, Квайсон допоміг своїй команді кваліфікуватися, а на самому турнірі Швеція несподівано стала переможцями, обігравши в фіналі в серії пенальті португальців, що дозволило шведам кваліфікуватись на футбольний турнір Олімпійських ігор. Загалом на молодіжному рівні зіграв в 16 офіційних матчах, забив 1 гол.
2016 року захищав кольори олімпійської збірної Швеції на Олімпійських іграх 2016 року у Ріо-де-Жанейро.
23 січня 2013 року дебютував в офіційних іграх у складі національної збірної Швеції в матчі на Кубок короля Таїланду зі збірною Північної Кореї (1:1, 4:1 пен), вийшовши на поле на 77-й хвилині замість Сімона Терна. Через три дні у фінальному матчі проти збірної Фінляндії, в якому Робін також взяв участь, шведи розгромили суперника з рахунком 3:0 і виграли кубок, а Квайсон забив один з голів своєї команди. Наразі провів у формі головної команди країни 30 матчів, забивши 9 голів.
| Дата      | Місто     | Господарі      | Результат | Гості  | Турнір           | Голи | Примітки |
| --------- | --------- | -------------- | --------- | ------ | ---------------- | ---- | -------- |
| 23-1-2013 | Чіангмай  | Північна Корея | 1 – 1     | Швеція | товариський матч | -    |          |
| 26-1-2013 | Чіангмай  | Фінляндія      | 0 – 3     | Швеція | товариський матч | 1    |          |
| 17-1-2014 | Абу-Дабі  | Молдова        | 1 – 2     | Швеція | товариський матч | -    |          |
| 21-1-2014 | Абу-Дабі  | Ісландія       | 0 – 2     | Швеція | товариський матч | 1    |          |
| 31-3-2015 | Стокгольм | Швеція         | 3 – 1     | Іран   | товариський матч | -    |          |
| Усього    |           | Матчів         | 5         |        | Голів            | 2    |          |

## Статистика виступів

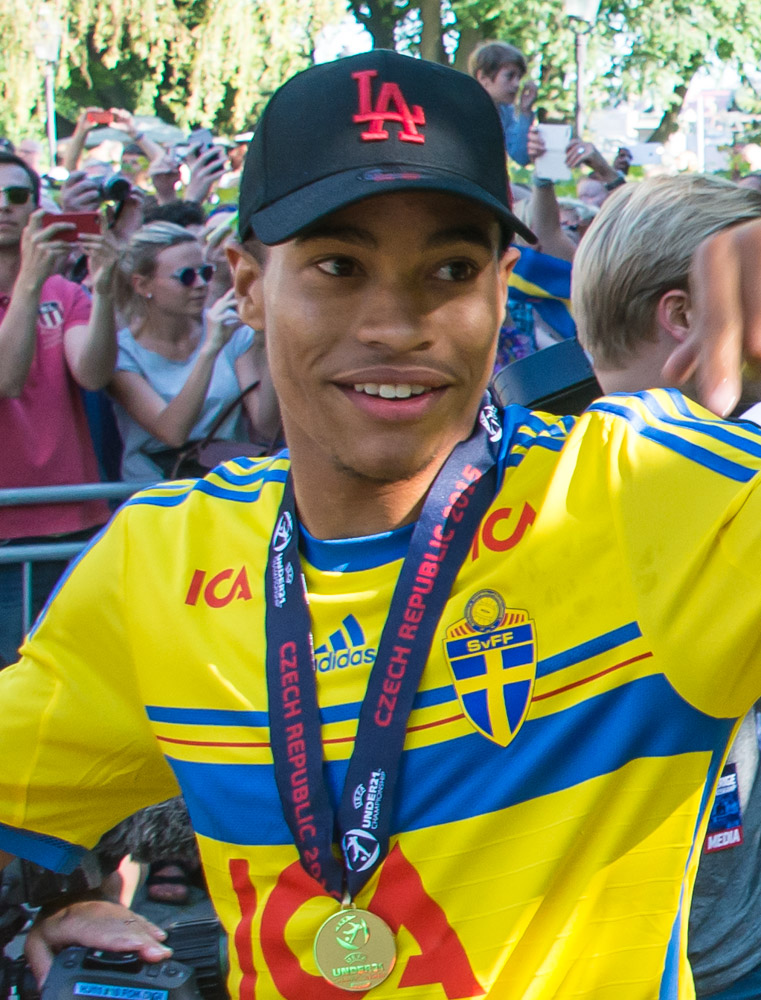
Робін Квайсон святкує перемогу на молодіжному чемпіонаті Європи. 1 липня 2015 року.

## Досягнення
- Чемпіон Європи (U-21): 2015